# Eternal Boys
Eternal Boys (永久少年 Eikyū Shōnen?) es una serie de televisión de anime japonesa original animada por Liden Films, dirigida por migimi y escrita por Kimiko Ueno, con el concepto original acreditado a la producción de Manpuku Geinō de la vida real.
La serie anime se emitió desde octubre de 2022 hasta marzo de 2023 en Fuji TV. 
Una adaptación de manga de Chansana se serializó en la revista de manga shōjo de Media Factory Monthly Comic Gene desde abril de 2022 hasta julio de 2023.

## Argumento
Eikyū Shōnen (en inglés: «Eternal Boys») es un grupo de hombres de alrededor de cuarenta años quienes, pese a las barreras de la edad y de la condición física, luchan para convertirse en un grupo idol masculino.

## Personajes

### Principales
Kentarō Sanada (真田健太郎 Sanada Kentarō?)
 Seiyū: Daisuke Hirakawa
Naoki Ishida (石田直樹 Ishida Naoki?)
 Seiyū: Katsuyuki Konishi
Haru Asai (浅井 悠 Asai Haru?)
 Seiyū: Jun Fukuyama
Tsuyoshi Imagawa (今川 剛 Imagawa Tsuyoshi?)
 Seiyū: Daisuke Namikawa
Daisuke Yamanaka (山中大輔 Yamanaka Daisuke?)
 Seiyū: Toshiyuki Morikawa
Makoto Kakizaki (柿崎 誠 Kakizaki Makoto?)
 Seiyū: Nozomu Sasaki
Fukuko Manda (満田福子 Manda Fukuko?)
 Seiyū: Yūko Noichi
Pepechan (ぺぺちゃん?)
 Seiyū: Haruka Chisuga
Ren Ukita (宇喜多蓮 Ukita Ren?)
 Seiyū: Yumiri Hanamori
Nicolai Asakura (ニコライ朝倉 Nikorai Asakura?)
 Seiyū: Hiroki Tōchi

### Gentlemen
Sawao Soda (爽田佐和緒 Soda Sawao?)
 Seiyū: Showtaro Morikubo
Etsurō Aizome (藍染悦郎 Aizome Etsurō?)
 Seiyū: Takuma Terashima
Ui Hakosaka (葉小坂初 Hakosaka Ui?)
 Seiyū: Kenn (actor de voz)
Renji Ii (井伊蓮司 Ii Renji?)
 Seiyū: Jun Kasama

### Story of Love
Soki Azuma (吾妻創輝 Azuma Sōki?)
 Seiyū: Chiaki Kobayashi
Kento Takanashi (小鳥遊賢人 Takanashi Kento?)
 Seiyū: Shugo Nakamura
Nobunaga Odagiri (小田桐信長 Odagiri Nobunaga?)
 Seiyū: Keisuke Koumoto
Junjie Lin (リン・ジュンジェ Rin Junje?)
 Seiyū: Arthur Lounsbery
Chika Higashijujo (東十条知架 Higashijūjō Chika?)
 Seiyū: Haruki Ishiya
Sakura Kagurazaka (神楽坂咲楽 Kagurazaka Sakura?)
 Seiyū: Shun Horie

## Contenido de la obra

### Anime
La serie de televisión de anime original se anunció el 16 de marzo de 2022. La serie está animada por Liden Films y dirigida por migimi, con guiones escritos por Kimiko Ueno y el concepto original acreditado a la producción de Manpuku Geinō de la vida real. ma2 proporciona los diseños de personajes originales, mientras que Seiko Asai adapta los diseños para la animación. La música está compuesta por Yukari Hashimoto y el sonido está dirigido por Ryō Tanaka. Se emitió del 11 de octubre de 2022 al 28 de marzo de 2023 en Fuji TV. El tema de apertura es "Dreamy Life" de Gentlemen, mientras que el tema de cierre es "Friends" de Story of Love. Sentai Filmworks obtuvo la licencia de la serie y lo transmitió en Hidive.

### Película
El 22 de marzo de 2023 se anunció un nuevo proyecto animado titulado "Eternal Boys Next Stage". Se estrenó en los cines japoneses el 9 de junio de 2023 como una película de 69 minutos.